# Recoropha insueta
Recoropha insueta är en fjärilsart som beskrevs av Herrich-Schäffer 1850. Recoropha insueta ingår i släktet Recoropha och familjen nattflyn. Inga underarter finns listade.